# گوتمانسهاوزن
گوتمانسهاوزن (به آلمانی: Guthmannshausen) یک شهر در آلمان است که در زومردا واقع شده‌است. گوتمانسهاوزن ۸۹۰ نفر جمعیت دارد.